# 伪弓足花蛛
伪弓足花蛛（学名：Misumenops pseudovatius）为蟹蛛科花蛛属的动物。在中国大陆，分布于甘肃、河北、山西等地。该物种的模式产地在甘肃。